# استنلی بیکر
استنلی بیکر (انگلیسی: Stanley Baker؛ ‏ ۲۸ فوریهٔ ۱۹۲۸ – ۲۸ ژوئن ۱۹۷۶) بازیگر و تهیه‌کننده فیلم اهل بریتانیا بود. از فیلم‌هایی که وی در آن نقش داشته است، می‌توان به توپ‌های ناوارون، پاپسی پاپ و ریچارد سوم اشاره کرد.